# 欧萌达
欧萌达（英語：Omoda）是中国汽车制造商奇瑞旗下的一个品牌，成立于2022年，为奇瑞国际的子公司。欧萌达和杰酷是奇瑞仅在中国境外销售的两个品牌，以支持其出口战略。
欧萌达于2022年10月首次在俄罗斯和哈萨克斯坦推出，首款车型是欧萌达 C5。该车型是奇瑞同名跨界休旅车欧萌达 5的换标车型。在部分市场上，该品牌与奇瑞品牌使用共同的经销商，而在大多数情况下，它则与杰酷（Jaecoo）品牌共用经销商。与主流的奇瑞品牌相比，欧萌达的定位更高端。
据奇瑞所称，“Omoda”中的英文字母“O”源于“氧气”（一Oxygen）词，而“Moda”则意为“现代”。在伊朗，该品牌被称为Ecoda。

## 历史
2022年6月，奇瑞宣布将欧萌达系列从奇瑞品牌中分离出来，并将其作为独立品牌进军俄罗斯市场。奇瑞表示，欧萌达品牌在俄罗斯的市场定位将高于奇瑞品牌，低于星途（Exeed）品牌。奇瑞也表示，欧萌达品牌将成为已暂停俄罗斯业务的日系和德系品牌汽车的“理想替代品牌”。其首款产品欧萌达 C5于2022年10月在俄罗斯上市。截至2023年5月，俄罗斯市场贡献了Omoda全球销量的45%。
欧萌达品牌于2023年4月在中国安徽芜湖市与杰酷品牌同时举行了全球首发。这两个品牌（简称“O&J”品牌）的目标是于2030年实现全球年销量达140万辆（不包括中国市场）。奇瑞总裁张桂兵表示，该品牌将服务于“时尚精英”群体，他们是一群追求时尚、“活力四射、前卫、注重潮流”的客户。该品牌方向由奇瑞中国区设计副总裁兼总经理Steve Eum负责。 同月，奇瑞在中国成立了一家名为安徽欧萌达杰酷汽车有限公司的独立公司，作为销售公司。
2023年4月，欧萌达品牌作为“豪华”品牌在南非上市。虽然欧萌达在南非是一个独立的业务部门，但该品牌汽车通过奇瑞经销商销售，并由奇瑞提供零部件供应和客户支持。
2023年5月，墨西哥的欧萌达从奇瑞（墨西哥称为Chirey）分离出来，Chirey Omoda 5更名为欧萌达 C5。奇瑞还宣布计划推出欧萌达 O5和欧萌达O5 EV，并将在墨西哥开设70家经销商，与即将成立的杰酷品牌共用。
欧萌达于2024年进入欧洲市场，并于2024年3月率先在西班牙上市。2024年4月，奇瑞与西班牙公司EV Motors签署合资协议，在西班牙巴塞罗那的一家前日产工厂生产欧萌达汽车。该品牌于2024年5月进入英国，销售欧萌达 5和欧萌达 E5。欧萌达将于2024年7月与杰酷一起在意大利正式亮相，届时将推出欧萌达 5车型。
2024年4月，欧萌达在安徽芜湖市推出了欧萌达 C7，作为其首款专用欧萌达产品。
2025年4月，欧萌达在安徽芜湖市推出了欧萌达 C3，作为其第二款专用欧萌达产品。